# Der Liebhaber (Roman)
Der Liebhaber (französischer Originaltitel: L’Amant) ist eine autobiografische Erzählung von Marguerite Duras aus dem Jahr 1984. Das Werk, das Bruno Nuytten gewidmet ist, wurde im gleichen Jahr mit dem Prix Goncourt ausgezeichnet.

## Handlung
Die Geschichte spielt in der französischen Kolonie Indochina, dem heutigen Vietnam, zu Beginn der 1930er Jahre. Duras schildert die Geschichte eines damals fünfzehnjährigen französischen Mädchens, das in Südostasien aufgewachsen ist, von der Begegnung auf einer Mekong-Fähre mit einem zwölf Jahre älteren Mann bis zur Abreise nach Europa anderthalb Jahre später – Zeitsprünge in das Paris zu Zeiten des Zweiten Weltkriegs eingeschlossen.
Die sexuelle Beziehung zu diesem reichen und von seinem Vater abhängigen Chinesen, die keine Liebesgeschichte sein soll, ist die Klammer, die das Stück nach außen zusammenhält, aber bei weitem nicht die Erzählung dominiert. Tatsächlich spielen die Familienmitglieder und Freundinnen eine mindestens ebenso wichtige Rolle:
- die von der Tochter als wahnsinnig bezeichnete Mutter – der Vater ist bereits tot –, welche die Beziehung ihrer Tochter zu dem Chinesen nicht zur Kenntnis zu nehmen scheint;
- der ältere Bruder, zur Bosheit neigend und von der Mutter vergöttert, der als Erwachsener versagen wird, sowie
- der jüngere Bruder, der vom älteren bedroht, von der Mutter nicht beschützt wird, seine Schwester als einzige Verbündete hat und bereits in jungen Jahren stirbt;
- Mitschülerinnen in Vietnam und Bekannte in Paris, denen nicht unbedeutende Teile der Geschichte gewidmet werden, ohne dass ein tieferer Zusammenhang zur versuchten Selbstanalyse der Familie aufgebaut würde.

## Hintergründe
Der Liebhaber ist eine knapp 100-seitige Collage aus Erinnerungsfragmenten der Autorin aus der Zeit ihres Erwachsenwerdens, die bei der Niederschrift bereits über 50 Jahre hinter ihr lag. Duras liefert dabei keinen kontinuierlichen Erzählstrang: Vielmehr wird in den zum Teil nur wenige Zeilen, höchstens aber zwei Seiten langen Abschnitten in der Regel Zeit und Raum betreffend hin- und hergesprungen.
Marguerite Duras nannte ihre Erzählung „das leichteste Buch, das ich jemals geschrieben habe“. Es wurde auch ihr erfolgreichstes Buch.

## Verfilmung
Der Roman wurde 1992 ebenfalls unter dem Titel Der Liebhaber von Jean-Jacques Annaud mit Tony Leung Ka-Fai und Jane March in den Hauptrollen verfilmt – ein Projekt, von dem die Autorin sich heftig distanzierte, da lediglich die erotische Klammer übernommen wurde und der Film ganz im Gegensatz zum Buch weitgehend den durch den Titel geweckten Erwartungen entspricht.

## Hörspiel
Der Liebhaber wurde 2016  von Kai Grehn mit Dagmar Manzel, Paula Beer, Alexander Fehling und Nina Kunzendorf für den SWR inszeniert und von Hörbuch Hamburg als Hörbuch veröffentlicht. Die Musik für die Hörspielfassung komponierte der chinesische Avantgardmusiker Song Yuzhe.

## Bibliografie
- L’Amant. Les Éditions de Minuit, Paris 1984.
- Der Liebhaber. Aus dem Französischen von Ilma Rakusa. Suhrkamp, Frankfurt am Main 1985, ISBN 3-518-38129-6.